# Топик (Одесская область)
Топик (укр. Топик) — село, относится к Подольскому району Одесской области Украины.
Население по переписи 2001 года составляло 96 человек. Почтовый индекс — 66373. Телефонный код — 4862. Занимает площадь 0,28 км². Код КОАТУУ — 5122984870.

## Местный совет
66373, Одесская обл., Подольский р-н, с. Мардаровка